# 紹姆堡-利珀的阿德海德 (1875-1971)
紹姆堡-利珀的阿德海德（德語：Adelheid zu Schaumburg-Lippe，1875年9月22日—1971年1月27日），薩克森-阿爾滕堡公爵夫人，紹姆堡-利珀威廉王子的女兒。

## 家庭
1898年，阿德海德與恩斯特二世結婚，兩人共有2子2女：
1. 夏洛特（1899年—1989年）
2. 格奧爾格·莫里茲（1900年—1991年）
3. 伊莉莎白（1903年—1991年）
4. 腓特烈·恩斯特（1905年—1985年）